# Survivor Series (2004)
Survivor Series 2004 a fost ce-a de-a optesprezecea ediție a pay-per-view-ului anual Survivor Series organizat de World Wrestling Entertainment. A avut loc pe data de 14 noiembrie 2004 în arena Gund Arena din Cleveland, Ohio.

## Rezultate
- Sunday Night HEAT match: La Résistance (Sylvain Grenier & Robért Conway) i-au învins pe The Hurricane & Rosey păstrându-și titlurile Tag Team (4:59)
- Spike Dudley i-a învins pe Billy Kidman, Chavo Guerrero și Rey Mysterio păstrându-și titlul WWE Cruiserweight Championship (09:09)
  - Spike l-a numărat pe Chavo după un "Springboard Leg Drop" a lui Kidman.
- Shelton Benjamin l-a învins pe Christian păstrându-și titlul WWE Intercontinental Championship (13:23) 
  - Benjamin l-a numărat pe Christian după un "T-Bone Suplex".
- Team Guerrero (Big Show, Eddie Guerrero, John Cena și Rob Van Dam) a învins Team Angle (Carlito, Kurt Angle, Luther Reigns și Mark Jindrak) într-un 4-on-4 Survivor Series elimination match (12:26)
  - Show l-a eliminat pe Angle după un "FU" a lui Cena și un "Frog Splash" a lui Eddie.
- The Undertaker l-a învins pe Heidenreich (15:58)
  - Taker l-a numărat pe Heidenreich după un "Tombstone Piledriver".
- Trish Stratus a învins-o pe Lita prin descalificare păstrându-și campionatul WWE Women's Championship (01:24)
  - Lita a fost descalificată pentru că a atacat-o pe Stratus cu un scaun.
- John "Bradshaw" Layfield (însoțit de Orlando Jordan) l-a învins pe Booker T păstrându-și campionatul WWE Championship (14:43)
  - JBL l-a numărat pe Booker după ce la lovit cu campionatul.
  - În timpul meciului, Jordan a intervenit în favoarea lui JBL iar Josh Mathews în favoarea lui Booker.
- Team Orton (Chris Benoit, Chris Jericho, Maven și Randy Orton) a-u învins Team Triple H (Batista, Edge, Gene Snitsky și Triple H) (însoțiți de Ric Flair) într-un 4-on-4 Survivor Series elimination match (24:31)
  - Orton l-a eliminat pe Triple H după un "RKO" fiind unicul supraviețuitor al meciului.